# Kungslilja
Kungslilja (Lilium regale) är en art i familjen liljeväxter från västra Kina.
Kungslilja är en flerårig ört med lök och underjordiska stjälkrötter. Stjälken blir 50–200 cm hög grågröna, fläckig eller tonad i purpurrött, med små sträva hår. Bladen är strödda, 5–13 cm långa och 4–6 mm breda, linjära med en mittnerv, med små hår på kanter och undersidans mittnerv. Rosettblad saknas. Blommorna kommer vanligen 1-8, ibland upp till 25 stycken eller fler, i en flockliknande blomställning. De är trattlika och mycket väldoftande. Kalkbladen 12–15 cm långa, de yttre cirka 2 cm vida, de inre upp till 3,7 cm vida, purpuraktigt rosa på utsidan och vita på insidan med något utrullade spetsar. Kalkbladens insida är tonade i gult mot basen. Ståndare och pollen är gula. Frukten är en trerummig kapsel med platta frön.
Arten står nära sargentliljan (L. sargentiae), men den har bredare blad, gröna bulbiller i bladvecken och blommorna sitter i en klase.

## Sorter
- 'Album' (J.Tensen, cirka 1935) - hyllebladen är vita på utsidan.
- 'Big Boy' (Wayside Garden Bulb cat. 1946) - är en storväxt sort.

- 'E.C.Butterfield' (E.C.Butterfield, 1953) - 100–130 cm. Hyllebladen är gräddvita.
- 'Lesterina' (L.Laughlin 1930) - har gulaktiga blommor.

## Hybrider
Arten är mycket använd i förädlingsarbetet med liljor. Hybrider med kungslilja brukar räknas till grupp VI. Trumpet hybrids, som på svenska motsvaras av kejsarliljor (Lilium Regale-Gruppen).
Några primära hybrider har fått vetenskapliga namn:
- Lilium ×centigale Woodcock & Coutts = yichanglilja (L. leucanthum) × kungslilja.
- Lilium ×centisargale representerar hybrider där de tre arterna kungslilja, sargentlilja (L. sargentiae) och yichanglilja (L. leucanthum) ingår.
- Imperielilja (Lilium ×imperiale) E.H. Wilson = kungslilja × sargentlilja (L. sargentiae)
- Lilium ×sulphurgale A.Perry = kungslilja × svavellilja (L. sulphureum)

## Odling
Kungsliljan trivs i nästan vilken jord som helst, även kalkhaltig. Det lönar sig att plantera mindre lökar eftersom dessa etablerar sig bättre. Med kraftig gödsling blir den större men inte så långlivad. Förökas med frön eller genom sticklingar av lökfjällen. Fröplantor växer snabbt och kan ge blommande exemplar redan efter ett eller två år.

## Synonymer
- Lilium myriophyllum E.H. Wilson

### Webbkällor
- The genus Lilium - Lilium regale
- Wikimedia Commons har media som rör Kungslilja.